# 大越基
大越 基（おおこし もとい、1971年5月20日 - ）は、宮城県宮城郡七ヶ浜町出身の元プロ野球選手（外野手、投手）、野球指導者。

## 来歴

### プロ入り前
七ヶ浜町に生まれ、七ヶ浜町立亦楽小学校2年生の時に野球を始める。宮城球場でロッテオリオンズの試合を観戦した際にサインをもらい、嬉しくて変色するまで机に飾っていたという。会社員だった父の転勤に伴い、小学校6年生の時に青森県八戸市に転校。このため一部文献では青森県出身と表記されている。八戸二中では速球派投手として評価され、市内の3つの高校の野球部から勧誘を受けたという。しかし小さい頃からの憧れもあり、寮生活に反対する両親を説得し、仙台育英に進学。
高校ではエースとして第61回選抜大会に出場。1回戦で13奪三振、2回戦では12奪三振 と面白いように三振を取って チームも勝ち進んだ。しかし上宮との準々決勝で元木大介に気圧され、竹田利秋監督の指示通りに内角を攻められず本塁打を打たれてチームも敗れた。上宮との再戦という明確な目標ができたことで大会以降は厳しい練習にも耐え、3年夏も2季連続で第71回全国選手権大会に出場を果たした。
選手権大会では1回戦で吉鶴憲治と大西崇之を擁する鹿児島商工を破り、続く2回戦では京都西を1安打完封している。弘前工業との3回戦では3番打者を務めて自ら決勝点となる本塁打を放ち、元木や種田仁、小野寺在二郎を擁する上宮との念願の再戦となった準々決勝は10対2で圧勝。準決勝の対尽誠学園戦では延長10回まで行った宮地克彦との投げ合いを制したがこの試合終盤から右肘に痛みを感じたという。4日連続の登板となった帝京との決勝戦は吉岡雄二と9回までお互い0点に抑える投手戦となり、痛みに耐えながら136球を投げて完投し、自ら3安打も放ったものの延長戦の末に敗れ、準優勝。甲子園では全試合838球を投げ抜いた。大会後は全日本選抜に選ばれ、韓国遠征に参加している。
プロ野球からの誘いもあったが「楽しく自由な野球がしたい」とアマチュア野球に進む事を希望して早稲田大学人間科学部に特別選抜試験を経て入学。同期には仁志敏久がおり、東京六大学野球リーグでの優勝とバルセロナ五輪代表に入ることを入学前は目標に掲げ、卒業後は会社員になるつもりだと語っていた。1年生の1990年には春季リーグ戦の対明大戦で初登板し、完投勝利を挙げる。その後は勝ち試合でリリーフを任されて 胴上げ投手にもなり、チームの15季ぶりの優勝に貢献。しかし一方で、石井連藏監督らが事あるごとに早稲田の伝統や飛田穂洲、安部磯雄の名前を持ち出すなどの重苦しい雰囲気に馴染めず、夏の練習には参加せず秋季リーグ戦ではベンチ入り登録がなく、11月16日に退部届を提出して受理された。
その後は授業に出ずに牛丼屋やコンビニでアルバイトしながら麻雀やパチンコなどをしていた が、1992年3月に大学を退学、同年6月にダン野村がオーナーだったカリフォルニアリーグのサリナス・スパーズ（1Aアドバンス）に入団している。11試合に登板し、1勝1敗の成績だった。同年秋のドラフト会議にて松井秀喜の抽選が外れた福岡ダイエーホークスから1位指名を受け、入団。ダイエーからは速球を高く評価され、主力級の背番号19が与えられている。担当スカウトは石川晃で、契約金と年俸はそれぞれ8,000万円、800万円（いずれも推定）だった。
アメリカ合衆国の1Aに所属していたことから、NPBの新人王の規定から外れていたが、パ・リーグ会長の原野和夫の要請を受け、ドラフト会議を経ていることから資格を認めるとの判断を当時の吉國一郎コミッショナーが下している。

### プロ野球選手時代
1993年シーズンは腰痛のため出遅れ、4月11日のウエスタン・リーグでの対阪神戦が公式戦初登板となった。その後も背骨のヘルニアでなかなか登板できなかった が、地元の福岡ドームで行われたジュニアオールスターゲームでは先発を任されて勝利投手となり、優秀選手賞を受賞している。腰や首の故障などから同年のシーズンは一軍登板がなく、同年11月29日には翌1994年度の年俸800万円（前年比200万円減額）で契約更改した。
1994年シーズンは4月13日の対西武戦で一軍初登板を果たし、4月29日には初めての先発も任されている。変化球でストライクが取れず、決め球にも欠けるなどの問題から3ヶ月で二軍に戻った が同年のシーズンオフにはハワイ・ウィンターリーグに派遣された。
しかしカーブを中心に練習していた事が裏目に出て、150km/h超だった球速が1995年シーズンには最高142km/hにまで低下。
1996年シーズンになると二軍で野手が不足していたというチーム事情もあり、俊足や強肩を評価されて後半戦から二番・中堅手として起用されるようになり、9月1日の対オリックス戦で初めて野手として一軍の試合に出場している。この頃はまだ投手への未練があって投球練習も行なっていた が、二軍監督でサリナス時代にも指導を受けていたハイディ古賀の助言もあってシーズン終盤に野手転向を決断。
1997年シーズンから背番号が51へ変わり、野手として選手登録されている。二軍打撃コーチの山村善則からマンツーマンで指導を受け、一日1,000球以上にも達する打ち込みを行って破れた血豆の上に新しい血豆ができ、やがて痛みを感じなくなったという。同年のシーズンは右手首を骨折しながらも 特に下半身の使い方に重点をおいた練習で打撃にしぶとさが生まれた。
1998年シーズンは開幕一軍入りが確実視されていた が、3月の巨人とのオープン戦で左足の腓骨を骨折してリハビリ生活を余儀なくされた。
1999年シーズンは主に守備要員や代走として82試合で起用され、フェンスに激突しながら捕球し、タンカで運ばれるなどの気迫あふれるプレーを見せた。同年は一軍で初安打や初打点を記録し、7月21日の対オリックス戦では野手として初めてスタメンで出場している。同年の日本シリーズでは第4戦で安打を記録している。
2001年シーズンには400万円増の年俸2,500万円（推定）で契約を更改した。
2002年シーズンには、6月8日の対オリックス10回戦（ナゴヤドーム）でオリックス先発具臺晟からプロ入り10年目で初本塁打（結果的にこれが1軍公式戦生涯唯一の本塁打となる）を放ち、シーズン途中に秋山幸二が引退を表明すると出口雄大とともに後継のレギュラー候補の一人として期待をかけられている。同年のシーズンオフの契約更改は4回の交渉の末に越年し、100万円減の年俸2,400万円（推定）となった。
2003年シーズンは出場が35試合に減ったが2003年の日本シリーズでは全試合でベンチ入りし、代走として起用された第1戦ではサヨナラの得点を上げている。しかしシリーズ終了の数日後に球団から戦力外通告を受け、12球団合同トライアウトでロッテの入団テストを受けたがいずれも不合格となり 現役を引退。一方で、引退時には骨折が原因で左足首の可動範囲が狭まってたほか、腰や背中、首に痛みを抱えていたためホッとした気持ちもあったという。

### 引退後
教員免許取得のため、現役引退直後から大学入試の勉強を開始。当初は中退した早稲田大学の編入試験を受験しようとしたが、退学後7年以内までに受験資格が限られている規定のため諦め、早大時代に取得した単位を認定してくれる等の理由で2004年4月に東亜大学総合人間・文化学部の2年生に編入。北九州市の自宅から山口県下関市のキャンパスまで通学し、野球指導者となるためにスポーツ心理学や指導技術なども学んでいる。
2006年には、同年クラブチームとして設立されたルネッサンス北九州のコーチに就任した。
2007年4月、早鞆高校に保健体育の教員として着任。厳しい環境に身をおくため、あえて選手時代の人脈がない土地を選んだという。
2009年5月に日本学生野球協会から高校野球指導者として認定され、同年6月に早鞆高校の野球部部長に就任、同年9月の新チーム発足にあわせて監督になっている。選手には技術の向上以上に判断力を養うことを求め、2010年の春季県大会ではベスト8に進出。
生徒の意識を高めようと私生活面から厳しく指導していたものの、やがて萎縮しないように励ますことも大事だと考えるようになったという。2011年の秋季中国大会にてベスト4に進出し、翌2012年1月に第84回選抜高等学校野球大会への出場が決まった。
2013年2月、部員の一人に通常よりも前面から打撃投手をさせる無茶な練習をさせ、その生徒に怪我をさせ、視力を低下させたとし、保護者から学校も含め、提訴された。
2024年夏の公式戦限りで同校監督を退任する事が公表された。監督退任後も保健体育科の教員として学校に残り、今後も野球部の副部長として指導に携わる。2024年11月8日、2025年から福岡ソフトバンクホークスの四軍監督を務めることが発表された。

## 人物
自身の息子達も野球をプレーしている。長男は投手としてプレーし、福岡県有数の進学校であり、強豪校の東筑高校から指定校推薦で立教大学経済学部経済学科に進学し、東京六大学野球連盟の立教大学野球部の選手として、リーグ戦に登板し、勝利投手にも輝いている。通算勝利数を2勝。次男は捕手としてプレーし、長兄と同じく東筑高校に所属。

## プレースタイル
投手時代は球速に定評があり、ダイエー入団直後に打撃練習で登板した際には球速表示の低い福岡ドームで初めて150km/hを記録したとも言われている。一方で、プロで通用するレベルの制球力や変化球がなかったという。
野手転向後は俊足と強肩を特に評価され、それを活かす野球センスやガッツによって 広い福岡ドームを本拠地とするチームで貴重な守備・代走要員となっていた。

## 詳細情報

### 年度別投手成績
| 年 度     | 球 団     | 登 板 | 先 発 | 完 投 | 完 封 | 無 四 球 | 勝 利 | 敗 戦 | セ 丨 ブ | ホ 丨 ル ド | 勝 率 | 打 者 | 投 球 回 | 被 安 打 | 被 本 塁 打 | 与 四 球 | 敬 遠 | 与 死 球 | 奪 三 振 | 暴 投 | ボ 丨 ク | 失 点 | 自 責 点 | 防 御 率 | W H I P |
| --------- | --------- | ----- | ----- | ----- | ----- | -------- | ----- | ----- | -------- | ----------- | ----- | ----- | -------- | -------- | ----------- | -------- | ----- | -------- | -------- | ----- | -------- | ----- | -------- | -------- | ------- |
| 1994      | ダイエー  | 13    | 1     | 0     | 0     | 0        | 0     | 0     | 0        | --          | ----  | 128   | 27.1     | 37       | 0           | 12       | 0     | 1        | 15       | 2     | 0        | 17    | 12       | 3.95     | 1.79    |
| 通算：1年 | 通算：1年 | 13    | 1     | 0     | 0     | 0        | 0     | 0     | 0        | --          | ----  | 128   | 27.1     | 37       | 0           | 12       | 0     | 1        | 15       | 2     | 0        | 17    | 12       | 3.95     | 1.79    |

### 年度別打撃成績
| 年 度     | 球 団     | 試 合 | 打 席 | 打 数 | 得 点 | 安 打 | 二 塁 打 | 三 塁 打 | 本 塁 打 | 塁 打 | 打 点 | 盗 塁 | 盗 塁 死 | 犠 打 | 犠 飛 | 四 球 | 敬 遠 | 死 球 | 三 振 | 併 殺 打 | 打 率 | 出 塁 率 | 長 打 率 | O P S |
| --------- | --------- | ----- | ----- | ----- | ----- | ----- | -------- | -------- | -------- | ----- | ----- | ----- | -------- | ----- | ----- | ----- | ----- | ----- | ----- | -------- | ----- | -------- | -------- | ----- |
| 1994      | ダイエー  | 13    | 0     | 0     | 0     | 0     | 0        | 0        | 0        | 0     | 0     | 0     | 0        | 0     | 0     | 0     | 0     | 0     | 0     | 0        | ----  | ----     | ----     | ----  |
| 1996      | ダイエー  | 8     | 3     | 3     | 0     | 0     | 0        | 0        | 0        | 0     | 0     | 1     | 0        | 0     | 0     | 0     | 0     | 0     | 0     | 0        | .000  | .000     | .000     | .000  |
| 1999      | ダイエー  | 82    | 55    | 45    | 15    | 13    | 2        | 1        | 0        | 17    | 5     | 4     | 2        | 6     | 0     | 4     | 0     | 0     | 13    | 1        | .289  | .347     | .378     | .725  |
| 2000      | ダイエー  | 77    | 43    | 40    | 8     | 8     | 0        | 1        | 0        | 10    | 1     | 0     | 2        | 0     | 0     | 3     | 0     | 0     | 10    | 0        | .200  | .256     | .250     | .506  |
| 2001      | ダイエー  | 81    | 27    | 26    | 12    | 6     | 0        | 1        | 0        | 8     | 1     | 4     | 0        | 0     | 0     | 1     | 0     | 0     | 3     | 0        | .231  | .259     | .308     | .567  |
| 2002      | ダイエー  | 69    | 87    | 79    | 16    | 19    | 5        | 1        | 1        | 29    | 14    | 3     | 1        | 1     | 0     | 5     | 0     | 2     | 15    | 2        | .241  | .302     | .367     | .669  |
| 2003      | ダイエー  | 35    | 19    | 18    | 5     | 4     | 1        | 0        | 0        | 5     | 3     | 3     | 0        | 0     | 0     | 1     | 0     | 0     | 6     | 0        | .222  | .263     | .278     | .541  |
| 通算：7年 | 通算：7年 | 365   | 234   | 211   | 56    | 50    | 8        | 4        | 1        | 69    | 24    | 15    | 5        | 7     | 0     | 14    | 0     | 2     | 47    | 3        | .237  | .291     | .327     | .618  |

### 年度別守備成績
| 年 度 | 球 団    | 外野  | 外野  | 外野  | 外野  | 外野  | 外野     | 三塁  | 三塁  | 三塁  | 三塁  | 三塁  | 三塁     |
| 年 度 | 球 団    | 試 合 | 刺 殺 | 補 殺 | 失 策 | 併 殺 | 守 備 率 | 試 合 | 刺 殺 | 補 殺 | 失 策 | 併 殺 | 守 備 率 |
| ----- | -------- | ----- | ----- | ----- | ----- | ----- | -------- | ----- | ----- | ----- | ----- | ----- | -------- |
| 1996  | ダイエー | 3     | 0     | 0     | 0     | 0     | -        | -     | -     | -     | -     | -     | -        |
| 1999  | ダイエー | 72    | 44    | 1     | 1     | 0     | .978     | -     | -     | -     | -     | -     | -        |
| 2000  | ダイエー | 66    | 43    | 1     | 0     | 1     | 1.000    | 1     | 0     | 1     | 0     | 0     | 1.000    |
| 2001  | ダイエー | 68    | 33    | 0     | 1     | 0     | .971     | -     | -     | -     | -     | -     | -        |
| 2002  | ダイエー | 56    | 50    | 0     | 1     | 0     | .980     | -     | -     | -     | -     | -     | -        |
| 2003  | ダイエー | 28    | 13    | 0     | 0     | 0     | 1.000    | -     | -     | -     | -     | -     | -        |
| 通算  | 通算     | 293   | 183   | 2     | 3     | 1     | .984     | 1     | 0     | 1     | 0     | 0     | 1.000    |

### 記録
投手記録
- 初登板：1994年4月13日　対西武ライオンズ戦（福岡ドーム） 6回2死から救援登板、1回1/3無失点
- 初先発：1994年4月29日　対日本ハムファイターズ戦（東京ドーム） 3回0/3を無失点

打撃記録
- 初打点：1999年6月6日　対大阪近鉄バファローズ戦（大阪ドーム） 9回、品田操士からスクイズ
- 初安打：1999年6月20日　対西武ライオンズ戦（福岡ドーム） 9回、西崎幸広から適時打
- 初本塁打：2002年6月8日　対オリックス・ブルーウェーブ戦（ナゴヤドーム） 6回、具臺晟から2ラン

### 背番号
- 19 （1993年 - 1996年）
- 51 （1997年 - 1998年）
- 0 （1999年 - 2003年）
- 011 （2025年 - ）